# Boppanahalli, Heggadadevankote
Boppanahalli là một làng thuộc tehsil Heggadadevankote, huyện Mysore, bang Karnataka, Ấn Độ.